# Ronald Golias
Ronald Golias né le 4 mai 1929 à São Carlos et mort le 27 septembre 2005 à São Paulo est un acteur et humoriste brésilien.